# Викентий (Никитин)
Епи́скоп Вике́нтий (в миру Василий Семёнович Никитин; 28 мая 1892, село Замолодино, Костромской уезд, Костромская губерния — 12 или 13 апреля 1938, Москва) — епископ Древлеправославной Церкви Христовой (старообрядцев, приемлющих белокриницкую иерархию), епископ Кавказский, местоблюститель архиепископского престола (1935—1938).

## Биография
Родился 28 мая 1892 году селе Замолодино Костромской губернии. Его отец, купец Семён Никитин, хорошо знавший историю старообрядчества и ревностно относившийся к Церкви, привил мальчику глубокий интерес к русской старине, к древлеправославной вере… Его матерью была пленённая на русско-турецкой войне 1877—1878 годов турчанка, принявшая православие.
Достаток позволил дать детям хорошее образование. А в 1906 году купец отправил сына Василия учиться в Москву, в Старообрядческое городское училище.
Завершив обучение в 1910 году, Василий возвратился в Кострому, где начал давать уроки русского языка. В 1912 году Василий переехал в село Очёр Пермской губернии, где стараниями местных старообрядцев был построен храм, а при нём открыта школа, в которой Василий Никитин в течение года учителем младших классов.
В 1913 году Василий уехал в Москву и поступил в недавно открывшийся Старообрядческий богословско-учительский институт, а по его окончании в сентябре 1916 году в звании рядового призван в армию рядовым и отправлен на Австрийский фронт. Благодаря хорошему образованию был определён писарем в штаб.
Демобилизовался в декабре 1917 года в звании писаря. В феврале он вернулся в Кострому. Здесь он женился на Марье Ивановне Моховой, дочери плотника из Ярославской губернии, руководительнице хора костромского старообрядческого храма. Хотя Марья и была на три года старше супруга, жили они душа в душу.
В Костроме Василий в 1918—1919 годы работал библиотекарем, потом учителем в Костроме, в школе первой ступени. Продолжил своё образование, окончив годичные учительские курсы и получив звание «учителя первой степени». В июне 1919 года у молодых супругов родился первенец — дочь Калерия.
В августе 1919 года призван в Красную армию, был учителем неграмотных красноармейцев при Костромском конском запасе, откуда и демобилизовался в апреле 1921 года.
26 апреля (9 мая) 1921 в селе Куниково епископом Климентом (Москвиным) был рукоположен в сан священника. По словам епископа Климента: «26 апреля состоялось рукоположение во священника. Хиротонию совершал в с. Куниково при большом стечении богомольцев. Радость бысть велия, и я зело возрадовался, что милосердый Господь послал достойного целителя, и так совершилось во славу Божию».
В феврале 1925 года по рекомендации епископа Геронтия переведён в Москву, к храмам Рогожского кладбища.
В январе 1926 году его жена скончалась от саркомы, оставив двоих детей. Горе отца Василия было безмерно, он сильно похудел, осунулся, почернел лицом. Часто ходил на могилу жены и плакал.
В сентябре 1928 года состоялся последний перед многолетним перерывом Освященный собор. На этом Соборе Василию было предложено принять архиерейский сан. Он отказывался, но соборяне, в числе которых был и его отец, уговорили его. Было решено, что он возглавит Кавказскую епархию вместо скончавшегося епископа Феодосия (Монокова). Смиренно соглашаясь, отец Василий со слезами умолял: «Только не оставьте моих детей!»
3 (16) сентября 1928 года, в период работы Освященного Собора, принял иноческий постриг с наречением имени Викентий, а 10 (23) сентября 1928 года хиротонисан во епископа Кавказского. После Собора отправился в свою епархию, поселился в Ессентуках при церковной сторожке старообрядческого храма.
13 апреля 1932 года был арестован и обвинен в «создании и руководстве Северо-Кавказским филиалом Всесоюзной контрреволюционной организации старообрядцев». Он якобы «подготавливал вооруженное восстание против советской власти, для чего члены организации хранили огнестрельное оружие и боеприпасы, вел шпионскую деятельность в пользу Румынии, воспитывал молодежь в антисоветском духе, агитировал против колхозов, распространял и хранил антисоветскую литературу, а также портрет бывшего царя Николая II. Распространял слухи о скорой интервенции японцев. Агитировал молодежь против вступления в комсомол и Красную армию». Осуждён на десять лет лишения свободы. Наказание отбывал в Свирских исправительных лагерях.
В сентябре 1933 года досрочно освобождён из-за болезни ног, полученной ещё на службе в армии. С осени 1934 года проживал в Москве, имея столичную прописку. Служил не только в Покровском соборе на Рогожском кладбище, но и во всех уцелевших старообрядческих храмах. Поскольку в 1934 году скончался архиепископ Московский и всея Руси Мелетий (Картушин), а созывать Освященный Собор для выборов нового предстоятеля по условиям того времени было невозможно, между епископами началась переписка с целью избрания местоблюстителя. Выборы местоблюстителя были организованы Московской старообрядческой общиной, в них участвовали представители приходов Московской области и епископы, которые переписывались друг с другом и общиной, обсуждая кандидатов. В феврале 1935 года после длительной переписки утверждён местоблюстителем Московского архиепископского престола.
Секретарь Московской Архиепископии Галина Мариничева в своих воспоминаниях писала: «Условия жизни ему достались тяжелейшие, негде было и главу приклонить. Тем не менее он принимал участие в богослужениях в уцелевших московских храмах на Рогожском кладбище, на Тверской, на Апухтинке и в самый острый период антирелигиозных гонений находил мужество после богослужений говорить проповеди, которые были струёй свежего воздуха в удушающей атмосфере распространявшегося безверия… Его речь была продуманной, немногословной, серьёзной и доступной для понимания каждого слушающего. Авторитетом среди верующих он пользовался огромным, народ его почитал и любил».
В газете «Известия» от 30 января 1938 года была опубликована клеветническая статья некоего А. Юрина «Архиепископ всея Руси». В статье епископ Викентий обвинялся во всех мыслимых и немыслимых грехах: он бывший белогвардейский офицер, церковный карьерист, погубивший жену ради архиерейского сана, румынский шпион, горький пьяница, дебошир и пр.
5 марта 1938 года, епископ Викентий был арестован и доставлен во внутреннюю тюрьму НКВД на Лубянской площади в Москве. Через несколько дней его перевели в Бутырскую тюрьму, затем в Лефортовскую. Здесь после очередного допроса в ночь с 12 на 13 апреля он скончался от кровоизлияния в мозг. Тело было увезено в крематорий Донского кладбища, прах захоронен в общей могиле.
В 1990 году Генеральной прокуратурой епископ Викентий был реабилитирован.